# オリンピックのタンザニア選手団
オリンピックのタンザニア選手団（オリンピックのタンザニアせんしゅだん）は、タンガニーカおよびタンザニア連合共和国のオリンピック選手団。タンザニア選手団は1964年東京オリンピックから参加した。タンガニーカとザンジバルが1964年4月に合併しタンザニアが誕生したが、同年10月の東京オリンピックではタンガニーカでの参加であった。1968年、タンザニアオリンピック委員会がIOCに承認され、同年の1968年メキシコシティーオリンピック以降はタンザニアとして参加している。1976年モントリオールオリンピックでは、当時人種隔離政策を行っていた南アフリカへニュージーランドラグビー代表が遠征したことに抗議し他のアフリカ諸国とともに不参加となった。冬季オリンピックへの参加はまだない。

## 概要
これまでメダルを獲得した夏季オリンピックは、1980年モスクワオリンピックの2個である。ともに陸上競技での獲得で、男子5000mのスレイマン・ニャンブイと男子3000m障害のフィルバート・バイが獲得した銀メダルである。

## メダル獲得数一覧

### 夏季オリンピック
| 大会名                | 金     | 銀     | 銅     | 計     |
| 1964 東京             | 0      | 0      | 0      | 0      |
| 1968 メキシコシティ   | 0      | 0      | 0      | 0      |
| 1972 ミュンヘン       | 0      | 0      | 0      | 0      |
| 1976 モントリオール   | 不参加 | 不参加 | 不参加 | 不参加 |
| 1980 モスクワ         | 0      | 2      | 0      | 2      |
| 1984 ロサンゼルス     | 0      | 0      | 0      | 0      |
| 1988 ソウル           | 0      | 0      | 0      | 0      |
| 1992 バルセロナ       | 0      | 0      | 0      | 0      |
| 1996 アトランタ       | 0      | 0      | 0      | 0      |
| 2000 シドニー         | 0      | 0      | 0      | 0      |
| 2004 アテネ           | 0      | 0      | 0      | 0      |
| 2008 北京             | 0      | 0      | 0      | 0      |
| 2012 ロンドン         | 0      | 0      | 0      | 0      |
| 2016 リオデジャネイロ | 0      | 0      | 0      | 0      |
| 2020 東京             | 0      | 0      | 0      | 0      |
| 2024 パリ             | 0      | 0      | 0      | 0      |
| 合計                  | 0      | 2      | 0      | 2      |

### 夏季オリンピック競技別
| 競技           | 金 | 銀 | 銅 | 計 |
| -------------- | -- | -- | -- | -- |
| 陸上競技       | 0  | 2  | 0  | 2  |
| 計 (競技数: 1) | 0  | 2  | 0  | 2  |